# Жданова, Наталья Николаевна
Наталья Николаевна Жданова (род. 16 февраля 1964 года, Чита, Читинская область, РСФСР, СССР) — российский политик.
Губернатор Забайкальского края с 29 сентября 2016 по 25 октября 2018 (временно исполняющий обязанности губернатора Забайкальского края с 17 февраля по 29 сентября 2016). Председатель Законодательного собрания Забайкальского края (2013—2016).

## Образование
- в 1986 окончила Читинский государственный педагогический институт им. Чернышевского по специальности «Китайский и английские языки»,
- в 2002 окончила читинский филиал Дальневосточной академии государственной службы по специальности «Государственное и муниципальное управление».

## Биография
- с 1986 по 1993 учитель китайского языка средней школы № 4 г. Читы.
- с 1993 по 1994 переводчик, специалист по внешнеэкономической деятельности филиала АО «Акрос».
- с 1994 по 1995 заместитель директора (по иностранным языкам) средней школы № 4 г. Читы.
- с 1995 по 2001 директор муниципального образовательного учреждения «Многопрофильная языковая гимназия № 4» г. Читы.
- с 2001 по 2008 председатель комитета образования администрации городского округа «Город Чита».
- с 2008 по 2013 заместитель Председателя Правительства Забайкальского края по социальным вопросам.
- с марта по сентябрь 2013 исполняющий обязанности министра образования, науки и молодёжной политики Забайкальского края.
- с сентября 2013 Председатель Законодательного Собрания Забайкальского края.

### Губернатор
17 февраля 2016 года назначена Президентом России исполняющей обязанности губернатора Забайкальского края. 18 сентября была избрана губернатором Забайкальского края от партии «Единая Россия», вступила в должность 29 сентября.
С 22 ноября 2017 по 18 июля 2018 — член президиума Государственного совета Российской Федерации.
11 октября 2018 года Жданова подала в отставку по собственному желанию. Одна из причин — сложная социально-экономическая ситуация в регионе, которая считается одной из наиболее тяжёлых в стране, и низкий уровень поддержки среди населения. Освобождена от должности указом Президента России 25 октября 2018 года.

## Награды
- медаль орден «За заслуги перед Отечеством» II степени,
- «Почётный работник общего образования РФ»,
- «Заслуженный работник образования Читинской области»,
- «Лучший муниципальный служащий РФ»,
- Почётные грамоты Читинской области, Главы администрации Читинской области. Благодарственное письмо Губернатора Забайкальского края.